# Johan Hägglund (företagare)
Johan Hägglund, född 18 april 1866 i Hjälta, Arnäs socken, död 13 augusti 1956 Norrlungånger, Själevads församling, var en svensk industriman.
Johan Hägglund var till timmermannen Eric Eriksson Arnmark. 1880 antog Johan och hans syskon efternamnet Hägglund. Han började tidigt arbeta som snickare, först i Arnäs socken och senare vid Mo och Domsjö ABs anläggningar i Norrbyskär samt flyttade i slutet av 1890–talet till Gullänget, där han i ett uthus inredde en snickeriverkstad och började tillverka byggnadssnickerier och möbler. Efterhand tillkom andra produkter, verkstaden utvidgades och våren 1922 bildade Hägglund tillsammans med de äldre av sina åtta söner AB Hägglund & söner med Hägglund som VD. Företaget inriktade sig nu huvudsakligen på att utöka möbeltillverkningen men kom med bilismens frammarsch även att ägna sig åt tillverkning av karosserier till bilar om bussar, vilket snart blev den främsta produkten och ett område där Hägglund & söner blev Sverigeledande. Under andra världskriget upptog man flera nya tillverkningar, bland annat flygplan för försvarets räkning, och från åtta anställda 1922 hade hans företag 1944 1 000 anställda. VD-posten överläts 1933 på sonen Pelle Hägglund.